# Porfirio Remigio
Porfirio Remigio Rivera (nascido em 15 de setembro de 1938) é um ex-ciclista olímpico mexicano. Representou sua nação nos Jogos Olímpicos de Verão de 1964, na prova de contrarrelógio.